# Decreto sobre la Paz

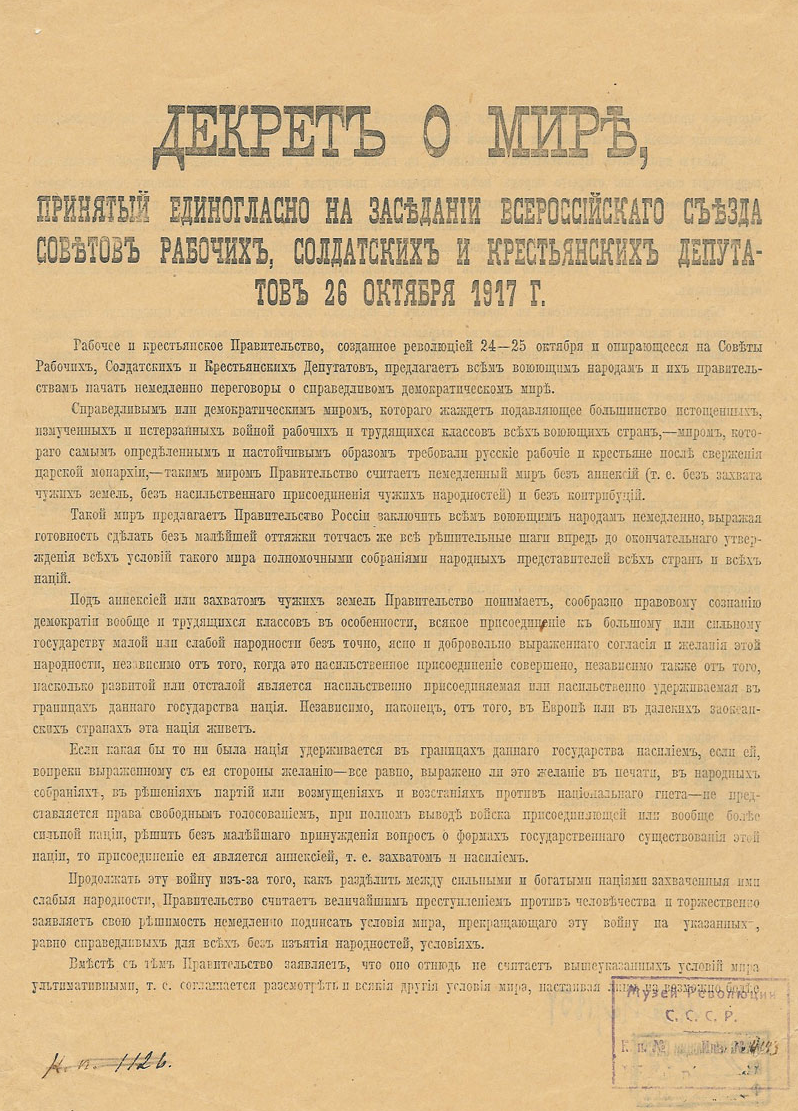
Decreto sobre la Paz.

El Decreto sobre la Paz escrito por Lenin, fue aprobado por el Segundo Congreso Panruso de los Soviets el 8 de noviembre de 1917 (26 de octubre en el calendario juliano), en el transcurso de la Revolución de Octubre. Se publicó en el diario Izvestia, en la edición número 208 del 9 de noviembre de 1917 (27 de octubre en el calendario juliano). El decreto propuso una inmediata retirada de Rusia de la Primera Guerra Mundial.
Se ha argumentado que los famosos "Catorce Puntos" de Woodrow Wilson de enero de 1918 fueron en parte una respuesta a este Decreto.

## Extractos
El Gobierno bolchevique, creado por la revolución del 24 al 25 de octubre, y sacando su fuerza de los Sóviets de los Diputados de Obreros, Soldados y Campesinos, propone a todos los pueblos beligerantes y sus gobiernos que inicien de inmediato las negociaciones conduciendo a una paz democrática justa.
Una paz justa y democrática para la sedienta mayoría de trabajadores cansados, atormentados y agotados por la guerra y de todas las clases trabajadoras de todos los países beligerantes es una paz que los obreros y campesinos rusos han exigido tan fuerte e insistentemente desde el derrocamiento de la monarquía del zar, tal paz que el gobierno considera una paz inmediata sin anexiones (es decir, sin la toma de territorio extranjero y la anexión forzosa de nacionalidades extranjeras) y sin indemnizaciones.
El Gobierno ruso propone a todos los pueblos beligerantes que este tipo de paz se concluya de inmediato; expresa también su disposición a tomar inmediatamente, sin el menor retraso, todos los pasos decisivos pendientes de la confirmación final de todos los términos de tal paz por las asambleas plenipotenciarias de todos los países y todas las naciones.